# Гіппея
Гіппея (дав.-гр. Ἱππεία) — персонажі давньогрецької міфології:
- Гіппея — (також Афіна Гіппея, «Афіна коней») — богиня коней. Дочка Посейдона і Поліфи, дочки Океану. Її так назвали, тому що вона була першою, хто оволоділа колісницею.
- Гіппея — дочка Антіппа, дружина Елата, мати аргонавта Поліфема, Ісхія та Кейнея.